# 7511 Patcassen
7511 Patcassen è un asteroide della fascia principale. Scoperto nel 1981, presenta un'orbita caratterizzata da un semiasse maggiore pari a 3,2033615 UA e da un'eccentricità di 0,1564667, inclinata di 1,27629° rispetto all'eclittica.